# Elgin Cook
Elgin Rashad Cook (Milwaukee, Wisconsin, 15 de enero de 1993) es un baloncestista estadounidense que pertenece a la plantilla del Fukushima Firebonds de la B.League. Con 1,96 metros de estatura, juega en la posición de alero. Es hijo del que fuera también jugador profesional Alvin Robertson.

## Trayectoria deportiva

### Universidad
Jugó un año en el Northwest Florida State College de la NJCAA, en el que fue elegido novato del año e incluido en el mejor quinteto de la Panhandle Conference, tras promediar 14,9 puntos, 6,0 rebotes y 1,9 asistencias por partido. en 2013 fue transferido a los Ducks de la Universidad de Oregón gracias a la amistad de su padre con uno de los entrenadores asistentes del equipo. Tras una primera temporada saliendo desde el banquillo, las dos siguientes lo hizo ya como titular, promediando en total 11,7 puntos, 4,7 rebotes y 1,5 asistencias por partido, siendo elegido en 2016 MVP del Torneo de la Pac-12 Conference e incluido en el mejor quinteto de la conferencia.

### Profesional
Tras no ser elegido en el Draft de la NBA de 2016, se unió a los Sacramento Kings para disputar las Ligas de Verano. El 16 de septiembre firmó contrato con los Golden State Warriors para disputar la pretemporada, pero fue despedido el 9 de octubre tras disputar dos partidos de preparación.
El 31 de octubre fue adquirido por los Santa Cruz Warriors de la NBA D-League como jugador afiliado de Golden State.
El 1 de julio de 2021, firma por el Tofaş Spor Kulübü de la BSL turca.
El 1 de julio de 2022, firma por el Lenovo Tenerife de la Liga Endesa.
El 2 de septiembre de 2024, firma por el Fukushima Firebonds de la B.League.